# Yamazaki Susumu
Yamazaki Susumu (山崎 烝, , 1833 - 6 de fevereiro de 1868) foi um oficial e espião (Kansatsu) da Shinsengumi.

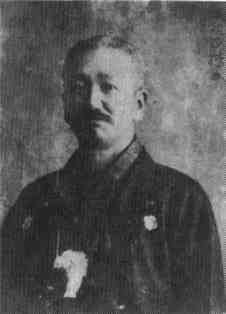
Yamazaki Susumu

Yamasaki era um ronin de Osaka e um perito em  Katori Ryu.  Em 1864, Yamazaki e Kai Shimada foram destacados por Kondō Isami para investigar a situação que levou ao Ikedaya Jiken a 8 de Julho. Todavia, existe uma teoria que defende que a participação de Yamazaki no Caso Ikedaya é apenas ficção criada por Shimozawa Kan e Shiba Ryotaro.  
Yamazaki tinha fama de ser excelente em literatura e artes militares. O seu talento académico era necessário durante discussão políticas com nobres da corte. 
Em 1865, acompanhou Kondō a Hiroshima. Acredita-se que Yamazaki não regressou a Quioto com Kondō até o ano seguinte para prosseguir a investigação da situação em Chōshū.
Yamazaki estudou medicina com Matsumoto Ryoujun. De acordo com Matsumoto, Yamazaki era um homem gentil e taciturno.
Durante a Batalha de Toba-Fushimi em 1868, Yamazaki foi gravemente ferido, acabando por morrer em 6 de Fevereiro. A localização exacta do local da sua morte é controversa. Yamasaki tinha a total confiança de Kondo e Hijikata Toshizo e foi um dos mais fiéis membros da Shinsengumi até ao final.

## Yamazaki na ficção
Yamazaki aparece em Peacemaker Kurogane (anime/mangá), Kaze Hikaru (mangá),  Getsumei Seiki (mangá) e Bakumatsu Renka Shinsengumi (série de jogos de vídeo.) Também aparece no filme japonês de 1999 Tabu (Gohatto) com temática samurai e homossexualidade.

No anime Hakuouki Shinsegumi kitan além de outros animês, mangás e programas de televisão tendem a ser representado como um ninja treinado. 
Algumas fontes afirma que o verdadeiro Yamazaki não era um ninja; porem não existe atualmente ninguém com bases reais e informações concretas para confirmar ou desmistificar a base das suas verdadeiras habilidades Shinobi (ninja).
Han'nya do animê/mangá Rurouni Kenshin um demônio ninja, é livremente baseado em Yamazaki.
Outra versão ninja de Yamazaki, também aparece no anime Gintama (anime/mangá) sendo também retratado como um membro do Shinsengumi, só que nessa versão ele é apresentado em uma forma mais leve e também dotado de habilidades Shinobi (ninja) alem de esportivas.